# رئیس من، معلم من
رئیس من، معلم من (انگلیسی: My Boss, My Teacher; کره‌ای: 투사부일체) یک فیلم محصول سال ۲۰۰۶ کره جنوبی با بازی جونگ جون هو و جونگ وونگ این است. این فیلم در ۱۹ ژوئیه ۲۰۰۶ منتشر شد.

## بازیگران
- جونگ جون هو در نقش گه دو شیک
- جونگ وونگ این در نقش سانگ دو
- جونگ وون تک در نقش ده گا ری
- کیم سانگ جونگ در نقش اوه سانگ جونگ
- کانگ سونگ پیل
- چوی یون یونگ
- هان هیو جو
- هاها

## انتشار
رئیس من، معلم من در ۱۹ ژوئیه ۲۰۰۶ در کره جنوبی منتشر شد. در آخر نخستین هفته انتشار خود در صدر جدول باکس آفیس با تعداد ۱٬۱۰۶٬۸۲۵ بلیت قرار گرفت. این فیلم در دومین هفته نیز جایگاه اول را از آن خود کرد و در کل به تعداد ۶٬۱۰۵٬۴۳۱ بلیت در سراسر کشور دست یافت و به پرفروش‌ترین فیلم سال ۲۰۰۶ تبدیل شد. تا ۵ فوریه ۲۰۰۶، فروش کلی رئیس من، معلم من به ۳۰٬۵۸۵٬۵۸۹ دلار رسید.